# チェレヴィチキ
『チェレヴィチキ』（ロシア語: Черевички）は、ピョートル・チャイコフスキーが作曲した全4幕8場のオペラ。題名は『小さな靴』、『女帝の靴』などとも呼ばれる。作曲は1885年にロシアのマイダノヴォで行われた。リブレットはニコライ・ゴーゴリの短編集『ディカーニカ近郷夜話』から「クリスマス・イヴ」を題材にヤーノフ・ポロンスキーが執筆した。本作は作曲者が以前に書いたオペラ『鍛冶屋のヴァクーラ』を改作したものである。初演は1887年にモスクワで行われた。

## 作曲の経緯

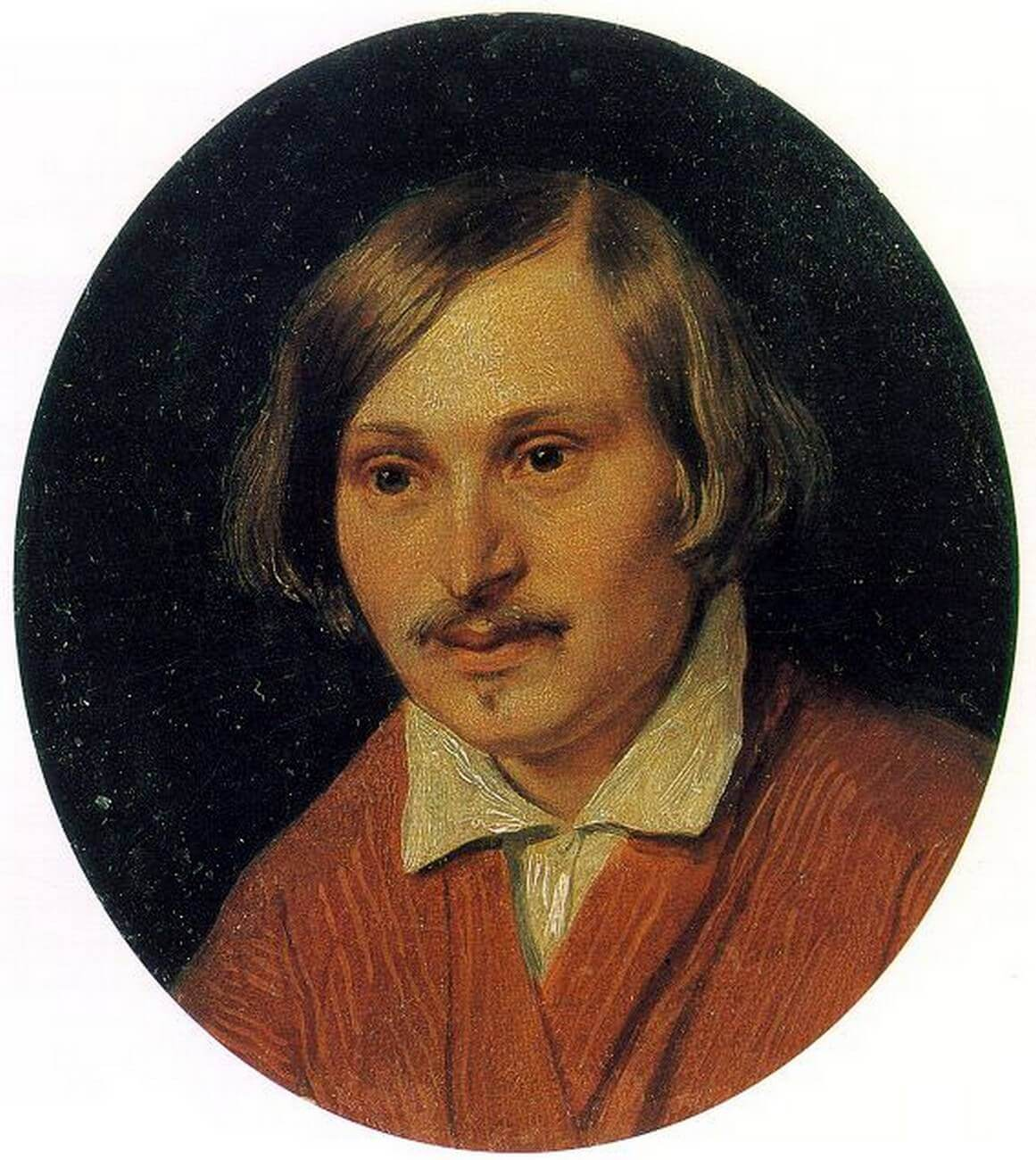
ニコライ・ゴーゴリ

このオペラは1885年の2月から4月にかけてマイダノヴォで作曲された。『鍛冶屋のヴァクーラ』も『チェレヴィチキ』もポロンスキーのリブレットにより書かれているが、その台本は本来アレクサンドル・セローフを念頭に置いて生まれたにもかかわらず彼の死により未使用のままだったものであった。作曲者とニコライ・チャエフがこの第2版に追加や改訂を施している。
改訂版となった本作においても主要主題は『鍛冶屋のヴァクーラ』と同じものが用いられている。加えられた変更は、オペラを「忘却の河から救い出す」ことを願って実施された。改訂によって主としてテクスチュアの要素が簡素化された。歌詞の面ではヴァクーラに新たなアリアが追加されることで深みがもたらされている。教師の歌と皇帝の詩の追加により作品内に現れる表現形式に広がりが出た。また、チャイコフスキーは合唱の場面（No. 13）での配役にも変更を加えている。

## 演奏史
初演は1887年1月31日（ユリウス暦 1月19日）、モスクワのボリショイ劇場で作曲者自身の指揮行われ、舞台監督はA.I.バルツァル（Bartsal）、舞台美術はK.F.ヴァルツ（Valts）が担当した。20世紀に入ると本作の上演は極めて稀となり、ほとんどロシアとソ連でしか再演されることはなかった。ポーランド初演は1952年1月28日にグダニスクのバルティック・オペラで行われた。ウェックスフォード・オペラ・フェスティバルでは1993年に新演出での上演が5回行われた。イギリスでの初の上演は2004年6月26日のガージントン・オペラ公演であり、その後は2009年11月20日に行われたロイヤル・オペラ・ハウスでの公演があり、そのうち一夜の公演が放送された。

## 配役
| 人物名 | 声域         | 初演 1887年1月31日（ユリウス暦 1月19日） 指揮：ピョートル・チャイコフスキー |
| --- | ------------ | --------------------------------------------------------------------------- |
| ヴァクーラ 「鍛冶屋」 | テノール     | ドミトリ・ウサトフ                                                          |
| ソローハ 「ヴァクーラの母、魔女」 | メゾソプラノ | A.V.スヴャトロフスカヤ                                                      |
| チュブ 「老いたコサック」 | バス         | イヴァン・マッチンスキー                                                    |
| オクサナ 「チュブの娘」 | ソプラノ     | マリア・クリメントヴァ＝ムロムツェワ                                        |
| 地獄から来た悪魔 「空想上の人物」 | バス         | ボゴミール・コルソフ                                                        |
| 教師 | テノール     | アレクサンドル・ドドノフ                                                    |
| パン・ゴローヴァ 「チュブの仲間」 | バス         | V.S.ストレレツキー                                                          |
| パナス 「チュブの仲間」 | テノール     | P.N.グリゴリエフ                                                            |
| 殿下 | バス         | パヴェル・ホフロフ                                                          |
| 司会 | バス         | R.V.ヴァシリエフスキー                                                      |
| 出席者 | テノール     |                                                                             |
| 老いたコサック | バス         |                                                                             |
| 森のゴブリン | バス         |                                                                             |
| 合唱、歌唱なし：若い男たち、若い女たち、年寄りたち、グースリ奏者たち、ルサールカたち、木霊たち、エーコー、精霊たち、宮中の女中たちと侍従たち、ザポロジアン・コサックたち |              |                                                                             |

## 楽器編成
ピッコロ2、フルート2、オーボエ2、クラリネット2（B♭とA）、ファゴット2、ホルン4（F）、トランペット2（FとE）、トロンボーン3、テューバ、ティンパニ、トライアングル、タンブリン、シンバル、大太鼓、ハープ、弦五部、（舞台外に）吹奏隊。
一部の楽曲は1885年に作曲者自身によりピアノ伴奏歌曲として、またピアノ4手用に編曲されている。

## あらすじ
- 時代：18世紀の終わり
- 場所：ウクライナのディカーニカ（英語版）とサンクトペテルブルク

### 第1幕
魔女である未亡人のソローハは月を盗もうという悪魔へ手を貸すことに同意する。悪魔は彼を嘲笑うような肖像を描いたソローハの息子ヴァクーラに苛立っている。決心した悪魔は、雪嵐を起こしてヴァクーラが愛するオクサナに会えないようにする。嵐が吹き荒れる中、ソローハは空に駆け上がり月を盗み、オクサナの父であるチュブと助祭は道に迷ってしまう。オクサナはひとり寂しく家で待っている。彼女は様々な気分になり、音楽はその心境をなぞって次第に速度を増してくる。そこへヴァクーラが入ってきて、自らを称える彼女を目にする。彼女はヴァクーラをからかい、彼は彼女を愛していると伝える。チュブが嵐から帰ってくるが、それをチュブだと思わなかったヴァクーラは彼に殴りつけて追い返してしまう。一部始終を目にしたオクサナは取り乱してヴァクーラを送り返す。村の若者がウクライナのクリスマス・キャロルを歌いながら周囲に現れる。オクサナは自分がまだヴァクーラを愛していることに気付く。

### 第2幕
最初のシーンでは助祭、チュブと悪魔の3人が次々とソローハを誘惑しにかかり、彼女の小屋で袋に閉じ込められる羽目になる。ヴァクーラはその重い袋を締めて、引きずって捨てようとする。外では3つの合唱隊が争っている。オクサナは自分のために女帝の靴を手に入れなければ、ヴァクーラとは結婚しないと言って彼に恥をかかせる。走り去るヴァクーラは自ら命を絶ってしまいそうである。彼は袋のうち1つを持ち、2つを残していく。残された袋には助祭とチュブが入っていた。

### 第3幕
森の精霊が水の精にヴァクーラが近づいてくる、彼は自死するつもりであると注意を促す。悪魔がヴァクーラの袋から飛び出し、オクサナをヴァクーラのものにする対価として彼の魂を手に入れようとする。しかしヴァクーラは悪魔の背中によじ登り、そのまま悪魔をサンクトペテルブルクへ向かわせる。ヴァクーラを女帝の宮殿で降ろした悪魔は暖炉の中へと消えていく。ヴァクーラは女帝に謁見しに向かうコサックの一団に紛れ込む。円柱の広間で合唱隊が女帝を称えるポロネーズを歌っている。ヴァクーラは女帝の靴を少し見せてもらえるよう願い出て、風変りで面白い願いであったために認められる。ロシアとコサックの踊りが始まると悪魔がヴァクーラを連れてその場を去る。

### 第4幕
クリスマスの朝の町の広場から始まる。ソローハとオクサナはヴァクーラが投身自殺したものと考え、彼のことを嘆き悲しんでいる。村人がオクサナをクリスマスの饗宴へと誘うが、彼女は涙を流しつつ走り去る。ヴァクーラが靴を手に戻ってきて、チュブに殴ったことを謝罪するとともにオクサナと結婚させてほしいと申し出る。オクサナが現れ、自分が欲しいのは馬鹿げた靴ではなくヴァクーラなのだと伝える。チュブはリュート奏者を呼び、皆が祝福する。

## 構成
| 序曲 第1幕 第1場 No. 1 情景と二重唱 （ソローハ、悪魔） No. 2 雪嵐 第2場 No. 3 アリア （オクサナ） No. 4 情景とアリオーソ （オクサナ、ヴァクーラ） No. 5 情景 （オクサナ、チュブ、ヴァクーラ） No. 6 情景と二重唱 （ヴァクーラ、オクサナ） No. 7 最後の情景 （オクサナ、ヴァクーラ、合唱） 第2幕 第1場 間奏曲 No. 8 情景 （ソローハ、悪魔） No. 9 情景 （パン・ゴローヴァ、ソローハ） No. 10 情景 （助祭、ソローハ） No. 11 情景と五重唱 （チュブ、ソローハ、ヴァクーラ、助祭、悪魔） No. 12 アリオーソ （ヴァクーラ） 第2場 No. 13 合唱の情景 No. 14 情景とチェレヴィチキの歌 No. 15 フィナーレ （オクサナ、ヴァクーラ、チュブ、合唱） | 第3幕 第1場 間奏曲 No. 16 ルサールカの合唱 No. 17 情景とヴァクーラの歌 （ヴァクーラ、悪魔） 第2場 No. 18 情景 （悪魔、ヴァクーラ、老いたザポロジアン・コサック、合唱） 第3場 No. 19 ポロネーズ （ヴァクーラ、司会、殿下、合唱） No. 20 クプレ （殿下、合唱） No. 21 メヌエットと情景 （ヴァクーラ、エカチェリーナ2世、殿下、合唱） No. 22 ロシアの踊りとコサックの踊り No. 23 情景 （司会、悪魔、ヴァクーラ） 第4幕 No. 24 二重唱 （ソローハ、オクサナ） No. 25 フィナーレ （オクサナ、チュブ、パン・ゴローヴァ、パナス、ソローハ、ヴァクーラ、合唱） |

## 関連作品
- チャイコフスキー: オペラ『鍛冶屋のヴァクーラ』 （1874年）
- リムスキー＝コルサコフ: オペラ『クリスマス・イヴ』 （1895年）

本作と上記2作品は全てニコライ・ゴーゴリの同一作品を基にして書かれている。